# Centrale nucleare di Qinshan
La centrale nucleare di Qinshan è una centrale nucleare cinese situata presso la città di Qinshan, nella provincia del Zhejiang. La centrale possiede 7 reattori in funzione. I reattori di questa centrale sono di molteplici tecnologie, infatti sono presenti 1 PWR francese, 4 CNP600 e 2 CANDU. L'impianto è vicino ad un'altra centrale, quella di Fangjiashan, che si può considerare una sua estensione.
Il reattore 2-3, dopo prove durante la costruzione, è stato portato alla potenza di 650 MW dai 610 inizialmente prospettati, anche se la IAEA non ha aggiornato il dato.

## Riutilizzo scorie nei reattori CANDU
Sono in corso degli studi e delle prove di fattibilità per il riutilizzo delle scorie degli altri reattori cinesi, nei due reattori CANDU dell'impianto (gli unici in cina). Sono stati utilizzati, per il ricaricamento dell'impianto 1, alcuni elementi di combustibile ricavati da scorie di altri impianti, e trasformati in uranio naturale equivalente (NUE). Questi studi permetteranno in un prossimo futuro una diminuzione della richiesta di uranio dall'estero ed una diminuzione delle scorie prodotte, con quindi minori problemi di stoccaggio.